# Детково-Бабарыкино
Детково-Бабарыкино — деревня в Сандовском муниципальном округе Тверской области России.

## География
Деревня находится в 25 км на юг от центра муниципального округа посёлка Сандово. 

## История
В 1700 году в селе Деткове была построена деревянная Воскресенская церковь с 2 престолами. 
В конце XIX — начале XX века село Детково входило в состав Топалковской волости Весьегонского уезда Тверской губернии. 
С 1929 года деревня Детково-Бабарыкино входила в состав Пневского сельсовета Сандовского района Бежецкого округа Московской области, с 1935 года — в составе Калининской области, с 1954 года — в составе Большемалинского сельсовета, с 2005 года — в составе Большемалинского сельского поселения, с 2020 года — в составе Сандовского муниципального округа. 

## Население
| 1859 | 2010 |
| ---- | ---- |
| 168  | ↘11  |

## Достопримечательности
До 2011 года в деревне существовала полуразрушенная деревянная Церковь Воскресения Христова (1700).